# Råtjärnen (Malungs socken, Dalarna, 671907-138720)
Råtjärnen är en sjö i Malung-Sälens kommun i Dalarna och ingår i Dalälvens huvudavrinningsområde.